# Tilly-sur-Seulles
Tilly-sur-Seulles è un comune francese di 1 521 abitanti situato nel dipartimento del Calvados nella regione della Normandia.

## Società

### Evoluzione demografica
Abitanti censiti